# The Seven Deadly Sins the Movie: Prisoners of the Sky
The Seven Deadly Sins the Movie: Prisoners of the Sky (jap. 劇場版 七つの大罪 天空の囚われ人 Gekijōban Nanatsu no taizai: Tenkū no torawarebito) – japoński film animowany z 2018 na podstawie mangi Seven Deadly Sins autorstwa Nakaby Suzukiego. Premiera w japońskich kinach odbyła się 18 sierpnia 2018, a 31 grudnia tego samego roku film został udostępniony globalnie w serwisie Netflix.

## Fabuła
Historia rozgrywa się w czasach, gdy ludzie i nieludzie żyli w tym samym społeczeństwie. Królestwo Liones zostało niemal unicestwione z powodu nikczemnych działań klanu demonów, lecz zostało ocalone dzięki wysiłkom trzeciej księżniczki królestwa, Elizabeth, oraz grupy potężnych, lecz budzących grozę rycerzy znanych jako Siedem Grzechów Głównych.
Gdy po niemal całkowitym zniszczeniu przez rasę demonów pokój powrócił do Królestwa Liones, Elizabeth i Siedem Grzechów Głównych postanowili uczcić urodziny króla Bartry, przygotowując liczne potrawy w karczmie Pod Świńską Czapą. Przywódca Grzechów, Meliodas, oraz jego mówiący towarzysz, świnia o imieniu Hawk, wyruszają na poszukiwanie podniebnych ryb do jednego z przepisów. Ich podróż prowadzi ich ponad chmury, aż do Niebiańskiego Pałacu, po tym jak przypadkiem natrafiają na studnię w pobliskim lesie, która okazuje się portalem. W Niebiańskim Zamku mieszka rasa skrzydlatych ludzi znanych jako Niebianie, potomkowie rasy bogów, którzy od 3 000 lat, od zakończenia starożytnej wojny, pilnują zapieczętowanego na ich ziemiach demona typu Indura. Jednak gdy grupa demonów zwana Sześcioma Czarnymi Rycerzami atakuje Niebian i uwalnia Indurę, młody Niebianin imieniem Solaad, próbując ratować swój lud, nieumyślnie sprowadza Meliodasa i Hawka do swojej ojczyzny, po czym wyrusza na poszukiwania legendarnej białej świni „Oshiro”, której moc została użyta do zapieczętowania zła. Solaad spotyka pozostałych Siedmiu Grzechów Głównych, którzy przez jego podobieństwo do Meliodasa początkowo go z nim mylą. Ostatecznie przekonuje ich, by poszli z nim. Tymczasem Meliodas przeżywa podobne nieporozumienie wśród Niebian.
Gdy Siedem Grzechów Głównych stawia czoła Sześciu Czarnym Rycerzom przy wsparciu wojowników Niebian, wychodzi na jaw, że ich przywódca, Bellion, jest demonem wyższej klasy, któremu Meliodas w przeszłości odmówił przyjęcia do Dziesięciu Przykazań. W trakcie walki Meliodas zostaje śmiertelnie raniony przez Skrzydlate Ostrze – święty miecz wykuty specjalnie do ranienia demonów. Jednak Solaad, ufając zapewnieniom Siedmiu Grzechów Głównych, że Meliodas jest dobrym człowiekiem, usuwa miecz i przywraca mu życie. Następnie, wykorzystując Skrzydlate Ostrze oraz połączoną moc swojego ludu, Grzechów i Elizabeth, udaje mu się zniszczyć Indurę. Siedem Grzechów Głównych zostaje okrzykniętych bohaterami i świętują razem z Niebianami, po czym zabierają podniebną rybę i wracają do Liones na grzbiecie Matki Hawka, która okazuje się być legendarną „Oshiro” przez cały ten czas. Jakiś czas później król Bartra otrzymuje przygotowaną podniebną rybę, ale jest przerażony jej okropnym smakiem, ponieważ to Meliodas ją ugotował. Hawk postanawia zjeść ją za niego i ku swojemu zaskoczeniu przybiera postać podniebnej ryby.

## Obsada
| Postać           | Japoński dubbing | Polski dubbing         |
| ---------------- | ---------------- | ---------------------- |
| Meliodas         | Yūki Kaji        | Krzysztof Szczerbiński |
| Elizabeth Liones | Sora Amamiya     | Bożena Furczyk         |
| Hawk             | Misaki Kuno      | Brygida Turowska       |
| Diane            | Aoi Yūki         | Marta Kurzak           |
| Ban              | Tatsuhisa Suzuki | Jakub Szydłowski       |
| King             | Jun Fukuyama     | Michał Podsiadło       |
| Gowther          | Yuhei Takagi     | Karol Jankiewicz       |
| Merlin           | Maaya Sakamoto   | Małgorzata Lalowska    |
| Escanor          | Tomokazu Sugita  | Waldemar Barwiński     |
| Solaad           | Tsubasa Yonaga   | Damian Kulec           |
| Ellatte          | Haruka Tomatsu   | Marta Dobecka          |

## Produkcja i wydanie
Film został wyreżyserowany przez Yasuto Nishikatę i Noriyuki Abe, przy czym Abe pełnił rolę głównego reżysera. Za scenariusz odpowiadał Makoto Uezu, a oryginalna historia została stworzona przez Nakabę Suzukiego. Obsada głosowa z serialu anime powróciła, aby ponownie wcielić się w swoje role. Film wprowadza trzy oryginalne postacie o imionach Solaad, Ellatte i Bellion.
Produkcja trafiła do kin w Japonii 18 sierpnia 2018, a 27 lutego 2019 została wydana również na Blu-ray i DVD. 31 grudnia 2018 film został udostępniony globalnie na platformie Netflix.